# Scott Wedman
Scott Dean Wedman (Harper, 29 luglio 1952) è un ex cestista e allenatore di pallacanestro statunitense, professionista nella NBA.

## Carriera
Venne selezionato dai Kansas City Kings al primo giro del Draft NBA 1974 (6ª scelta assoluta).

## Statistiche

### NBA

#### Regular Season
| Anno       | Squadra             | PG  | PT  | MP   | TC%  | 3P%  | TL%  | RP  | AP  | PRP | SP  | PP   |
| ---------- | ------------------- | --- | --- | ---- | ---- | ---- | ---- | --- | --- | --- | --- | ---- |
| 1974-1975  | K.C. Kings          | 80  | -   | 31,9 | 46,5 | -    | 81,8 | 6,1 | 1,6 | 1,0 | 0,3 | 11,1 |
| 1975-1976  | K.C. Kings          | 82  | 82  | 36,2 | 45,6 | -    | 78,0 | 7,4 | 2,4 | 1,3 | 0,4 | 15,5 |
| 1976-1977  | K.C. Kings          | 81  | -   | 33,9 | 46,0 | -    | 85,5 | 6,2 | 2,8 | 1,2 | 0,3 | 15,4 |
| 1977-1978  | K.C. Kings          | 81  | -   | 36,6 | 50,9 | -    | 87,0 | 5,7 | 2,5 | 1,2 | 0,3 | 17,7 |
| 1978-1979  | K.C. Kings          | 73  | -   | 34,2 | 53,4 | -    | 79,7 | 5,3 | 2,0 | 1,0 | 0,4 | 18,3 |
| 1979-1980  | K.C. Kings          | 68  | -   | 34,5 | 51,2 | 31,8 | 80,1 | 5,7 | 2,1 | 1,2 | 0,7 | 19,0 |
| 1980-1981  | K.C. Kings          | 81  | -   | 35,8 | 47,7 | 32,5 | 68,6 | 5,3 | 2,8 | 1,2 | 0,6 | 19,0 |
| 1981-1982  | Cleveland Cavaliers | 54  | 39  | 30,3 | 44,1 | 21,7 | 73,3 | 5,6 | 2,5 | 1,4 | 0,3 | 10,9 |
| 1982-1983  | Cleveland Cavaliers | 35  | 35  | 36,9 | 48,0 | 40,9 | 84,4 | 5,9 | 2,5 | 0,7 | 0,3 | 18,1 |
| 1982-1983  | Boston Celtics      | 40  | 0   | 12,6 | 45,9 | 10,0 | 66,7 | 1,9 | 0,8 | 0,5 | 0,2 | 5,2  |
| 1983-1984† | Boston Celtics      | 68  | 5   | 13,5 | 44,4 | 15,4 | 82,9 | 2,0 | 1,0 | 0,4 | 0,1 | 4,8  |
| 1984-1985  | Boston Celtics      | 78  | 5   | 14,4 | 47,8 | 50,0 | 76,4 | 2,0 | 1,2 | 0,3 | 0,1 | 6,4  |
| 1985-1986† | Boston Celtics      | 79  | 19  | 17,7 | 47,3 | 35,4 | 66,2 | 2,4 | 1,1 | 0,5 | 0,3 | 8,0  |
| 1986-1987  | Boston Celtics      | 6   | 2   | 13,0 | 33,3 | 50,0 | 50,0 | 1,5 | 1,0 | 0,3 | 0,3 | 3,3  |
| Carriera   | Carriera            | 906 | 187 | 28,6 | 48,1 | -    | 79,4 | 4,8 | 2,0 | 0,9 | 0,3 | 13,2 |

#### Playoffs
| Anno     | Squadra        | PG | PT | MP   | TC%  | 3P%  | TL%  | RP  | AP  | PRP | SP  | PP   |
| -------- | -------------- | -- | -- | ---- | ---- | ---- | ---- | --- | --- | --- | --- | ---- |
| 1975     | K.C. Kings     | 6  | -  | 38,3 | 39,7 | -    | 66,7 | 5,8 | 2,7 | 1,0 | 0,5 | 11,0 |
| 1979     | K.C. Kings     | 5  | -  | 34,8 | 46,2 | -    | 75,0 | 7,4 | 1,8 | 1,8 | 0,6 | 19,2 |
| 1980     | K.C. Kings     | 3  | -  | 38,7 | 45,3 | 66,7 | 72,7 | 7,0 | 3,0 | 0,3 | 1,0 | 22,7 |
| 1981     | K.C. Kings     | 15 | -  | 43,8 | 43,4 | 28,1 | 71,4 | 5,8 | 3,9 | 1,2 | 0,5 | 20,5 |
| 1983     | Boston Celtics | 6  | -  | 11,0 | 58,3 | 0,0  | 50,0 | 2,3 | 0,0 | 0,2 | 0,0 | 4,8  |
| 1984†    | Boston Celtics | 17 | -  | 13,3 | 41,7 | 57,1 | 50,0 | 2,8 | 1,0 | 0,4 | 0,0 | 5,2  |
| 1985     | Boston Celtics | 21 | 1  | 16,7 | 54,5 | 45,5 | 68,4 | 2,8 | 1,6 | 0,6 | 0,0 | 8,7  |
| 1986†    | Boston Celtics | 12 | 0  | 11,8 | 39,2 | 50,0 | 75,0 | 1,8 | 0,7 | 0,8 | 0,3 | 3,8  |
| Carriera | Carriera       | 85 | 1  | 23,1 | 45,3 | -    | 69,6 | 3,8 | 1,8 | 0,7 | 0,2 | 10,4 |

## Palmarès

### Giocatore
- Campionato NBA: 2

Boston Celtics: 1984, 1986
- NBA All-Rookie First Team (1975);
- NBA All-Defensive Second Team (1980);
- NBA All-Star (1976).